# Балма
Балма (фр. Balma) насеље је и општина у јужној Француској у региону Миди Пирене, у департману Горња Гарона која припада префектури Тулуз.
По подацима из 2011. године у општини је живело 13.829 становника, а густина насељености је износила 833,57 становника/km². Општина се простире на површини од 16,59 km². Налази се на средњој надморској висини од 152 метара (максималној 218 m, а минималној 135 m).

## Демографија
| 1962. | 1968. | 1975. | 1982. | 1990. | 1999.  | 2011.  |
| ----- | ----- | ----- | ----- | ----- | ------ | ------ |
| 2.890 | 4.276 | 7.127 | 8.117 | 9.506 | 11.944 | 13.829 |

График промене броја становника у току последњих година